# Piotr Perzyna
Piotr Perzyna (ur. 1 sierpnia 1931 w Niedźwiadzie, zm. 22 czerwca 2013) – polski mechanik, prof. dr hab. inż., specjalista w dziedzinie mechaniki ciała stałego, twórca  teorii lepkoplastyczności. Doktor honoris causa Politechniki Poznańskiej.

## Życiorys
W 1951 ukończył Liceum Ogólnokształcące im. Józefa Poniatowskiego w Łowiczu i w tym samym roku rozpoczął studia na Politechnice Warszawskiej. W 1953, jeszcze w czasie studiów, został zatrudniony w macierzystej uczelni, na Wydziale Mechanicznym Technologicznym. Studia ukończył w 1956.
Następnie rozpoczął pracę w Instytucie Podstawowych Problemów Techniki Polskiej Akademii Nauk. Tam w 1959 obronił pracę doktorską Fale naprężenia w ośrodkach niesprężystych napisaną pod kierunkiem Wacława Olszaka, w 1962 uzyskał stopień doktora habilitowanego na podsawie pracy Wpływ prędkości odkształcenia i niejednorodności materiału na rozprzestrzenianie się fal naprężenia w ośrodkach plastycznych. Od 1964 kierował w IPPT PAN Pracownią Teorii Lepkoplastyczności, od 1979 Pracownią Teorii Materiałów Niesprężystych 
Absolwent Politechniki Warszawskiej. W latach 1956–2001 starszy asystent, adiunkt, a następnie profesor w IPPT PAN. Piastował stanowisko kierownika Pracowni Teorii Materiałów Niesprężystych oraz zastępcy dyrektora do spraw naukowych IPPT PAN. W 1971 uzyskał tytuł profesora nadzwyczajnego, w 1978 tytuł profesora zwyczajnego. W latach 1980-1982 był wicedyrektorem IPPT PAN ds. badań.
W latach 1963–1973 był wykładowcą na Wydziale Matematyki i Fizyki (od 1968 Matematyki i Mechaniki) Uniwersytetu Warszawskiego. 
Współtwórca nowej dyscypliny naukowej znanej jako teoria lepkoplastyczności oraz jej podwalin teoretycznych tzw. Prawo Perzyny. 
Pochowany 26 czerwca 2013 roku na cmentarzu Wawrzyszewskim.

## Nagrody i wyróżnienia
- Nagroda im. M.T. Hubera Wydziału Nauk Technicznych PAN  (1960)[1]
- Max Planck Research Award (1993)[1]
- Doktor honoris causa Politechniki Poznańskiej (2008)[1]

## Odznaczenia
- Krzyż Kawalerski Orderu Odrodzenia Polski